# Sweetwater (Wyoming)

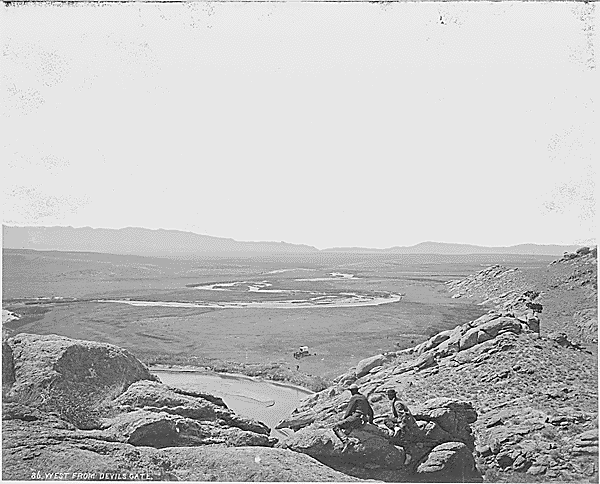
Fotografia del 1870 del fiume Sweetwater River.

Il fiume Sweetwater è un fiume degli Stati Uniti d'America, tributario del fiume North Platte, lungo approssimativamente 238 miglia (383 km), nello Stato del Wyoming. 
Ha la sua sorgente nella Contea di Fremont sudoccidentale, presso lo spartiacque continentale vicino al South Pass, all'estremità meridionale della Wind River Range. 
Scorre a est-nord-est lungo il lato settentrionale delle Antelope Hills, quindi est-sud-est, attraverso la Contea di Fremont, oltre Jeffrey City, tra le Granite Mountains a nord e le Green Mountains a sud, attraverso zone di allevamento di bestiame. 
Nella Contea di Natrona meridionale, passa attraverso il Devil's Gate e l'Independence Rock, e si versa nel North Platte, come il braccio Sweetwater del lago artificiale denominato Pathfinder Reservoir.
La valle del fiume fornì storicamente una strada di molti percorsi di migrazione verso ovest, compresi l'Oregon Trail, il California Trail e il Mormon Trail, permettendo l'accesso al South Pass dall'area dell'altopiano del Wyoming sudorientale.